# حويرة أرجوانية
حويرة أرجوانية (الاسم العلمي:Tephrosia purpurea) هي نوع من النباتات يتبع جنس الحويرة من الفصيلة البقولية.